# Eleanor Robson
Pour les articles homonymes, voir Robson.
Eleanor Robson (née en 1969) est une assyriologue et historienne des mathématiques britannique. Elle est professeure d'histoire du Moyen-Orient ancien au département d'histoire de l'University College de Londres, département qu'elle dirige depuis 2018. Elle a été présidente de la British Institute for the Study of Iraq et Quondam fellow du All Souls College.

## Formation et carrière
En 1990, Robson obtient un baccalauréat universitaire en mathématiques de l'université de Warwick. Elle soutient son doctorat à l'université d'Oxford en 1995, avec une thèse intitulée Old Babylonian coefficient lists and the wider context of mathematics in ancient Mesopotamia 2100-1600 BC.
Elle est ensuite chercheuse postdoctorale à la British Academy de 1997 à 2000, puis chercheuse postdoctorale au All Souls College à Oxford de 2000 à 2003, associée à la faculté d'études orientales. En 2004, elle intègre le département d'histoire et de philosophie des sciences de l'université de Cambridge en tant que lecturer, spécialisée en mathématiques babyloniennes. Elle quitte le département neuf plus tard, en 2013, et rejoint l'University College de Londres.
Elle y est professeure d'histoire du Moyen-Orient ancien au département d'histoire de l'UCL, département qu'elle dirige depuis 2018.
Elle a été présidente du conseil de la British Institute for the Study of Iraq de 2012 à 2017.

## Travaux

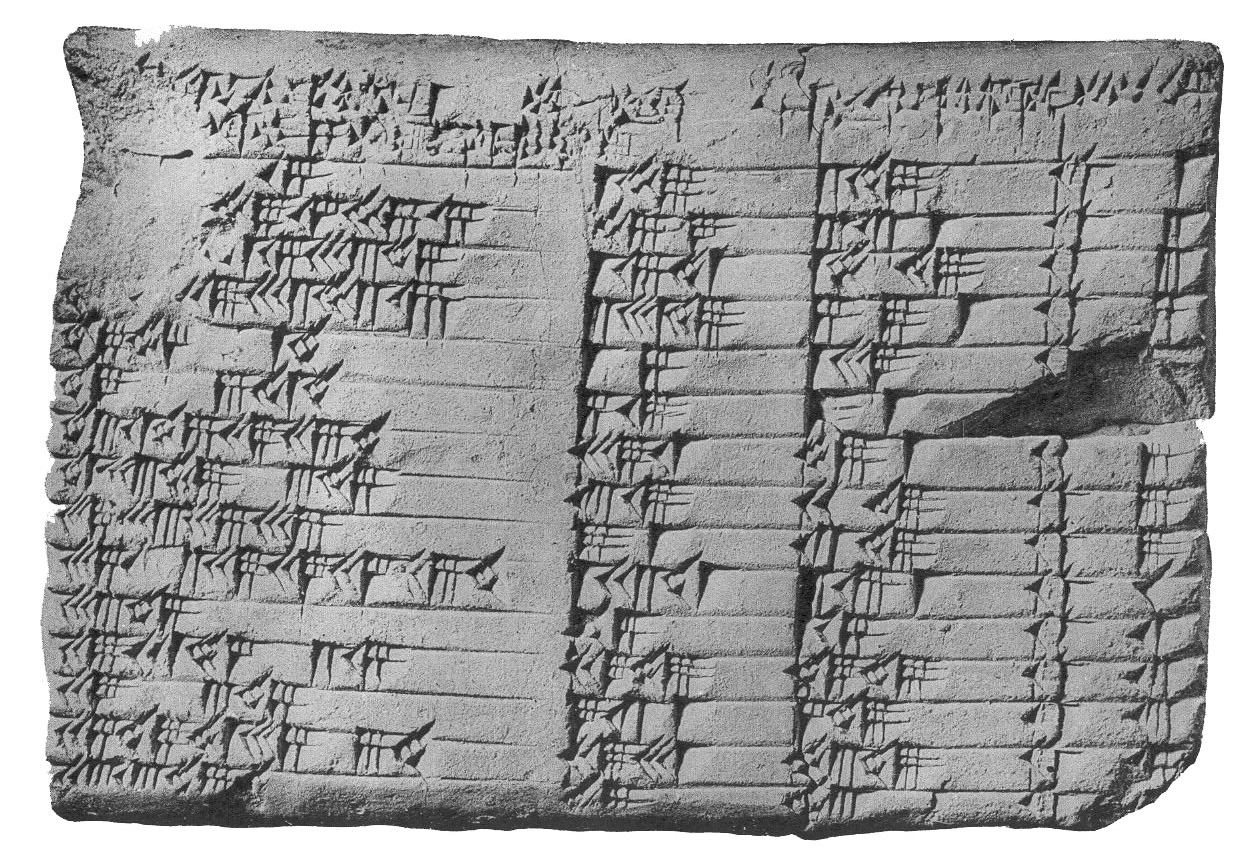
La tablette Plimpton 322, datant d'environ 1800 av. J.-C., donne une liste de nombres disposés en colonnes avec des en-têtes ; deux des colonnes correspondent à l'hypoténuse et au plus petit côté d'un triangle rectangle, ainsi que l'annoncent les entêtes.

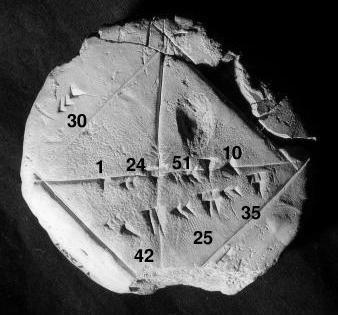
Photographie de la tablette YBC 7289 avec des annotations traduisant les nombres écrits dans le système babylonien.

Assyriologue polyvalente, avec une première formation en mathématiques, Eleanor Robson est spécialiste de l'histoire des sciences dans le Proche-Orient ancien et médiéval. Ses ouvrages portent sur l'apport des civilisations du Proche-Orient ancien et médiéval à l'histoire des sciences et elle est l'auteure ou la co-auteure de plusieurs livres sur la culture mésopotamienne et l'histoire des mathématiques, particulièrement les mathématiques mésopotamiennes.
Bien que plusieurs médias présentent Eleanor Robson comme une archéologue, cette appellation est abusive, étant donné qu'elle n'a jamais dirigé de chantier de fouilles, et dans les fouilles auxquelles elle a participé, comme celles conduites à Tell Khaiber, elle a la fonction d'épigraphiste.
Ses recherches récentes se focalisent sur trois points principaux : le contexte social et politique de la production de connaissance dans la culture cunéiforme de l'Irak antique, d'il y a 5000 à 2000 ans ; la construction de la connaissance au sujet de l'Irak antique en Europe, dans les Amériques et au Moyen-Orient durant les deux derniers siècles ; et l'utilisation de ressources en ligne libres et standardisées pour démocratiser l'accès à la connaissance sur le Moyen-Orient antique.

### Travaux mathématiques
En 2003, elle remporte le prix Lester R. Ford de la Mathematical Association of America pour son travail sur Plimpton 322, une tablette d'argile de mathématiques babyloniennes ; contrairement aux théories antérieures selon lesquelles cette tablette était de caractère théorique ou une table trigonométrique, Robson a montré qu'il aurait pu s'agir d'une collection d'exercices scolaires permettant de résoudre les problèmes du triangle rectangle,,.
Elle a consacré un article à l'apsamikku, une figure géométrique récurrente dans les tablettes d'argile mésopotamiennes : il s'agit d'un « carré concave », une figure formée de quatre quarts de cercles deux à deux tangents extérieurement en leurs extrémités, et du cercle passant par ces quatre extrémités.

#### Mathematics in Ancient Iraq: A Social History
« Ce livre ne prétend pas être une étude exhaustive du domaine. Il ne vise pas à remplacer les œuvres existantes, comme The exact sciences in antiquity de Neugebauer, ou des études plus récentes comme Lengths, widths, surfaces de Jens Høyrup ou encore mes propres travaux Mesopotamian mathematics. Pour tenter de compenser cela, chaque chapitre commence par une étude du contexte historique et des sources pertinentes publiées traitant des mathématiques »

— Mathematics in Ancient Iraq: A Social History
Après les travaux pionniers de Neugebauer et Thureau-Dangin, plusieurs études ont permis de mieux connaître les mathématiques pratiquées en Mésopotamie, mais ces connaissances sont restées cloisonnées à la communauté d'experts et les travaux de vulgarisation se référaient encore aux publications du milieu du XXe siècle. L'ouvrage, paru en 2008, fait la synthèse et rend accessible les dernières découvertes avec notamment en annexe les 957 tablettes connues et publiées avant 2007. Retraçant les pratiques mathématiques sur près de trois millénaires, elle met en avant le contexte sociologique dans lequel les mathématiques ont été utilisées. L'auteure cherche à montrer le « comment et pourquoi », dans quel cadre, par qui les mathématiques étaient pratiquées. Ainsi, bien que la plupart des tablettes mathématiques connues se concentrent sur quelques siècles, Eleonor Robson envisage d'une manière plus large la pratique et la pensée mathématiques et cherche donc dans toutes sortes de tablettes des traces de contenus mathématiques,. L'histoire est présentée chronologiquement par période de cinq siècles correspondant chacune à un chapitre. Ces périodes ont chacune leur spécificité, culturellement et dans leurs pratiques des mathématiques et l'auteure montre que l'utilisation des mathématiques au cours de ces trois millénaires s'est faite aussi bien dans un but de formation des scribes que pour de simples calculs de tenue de comptes au sein d'une famille.

### Travaux sur la culture mésopotamienne

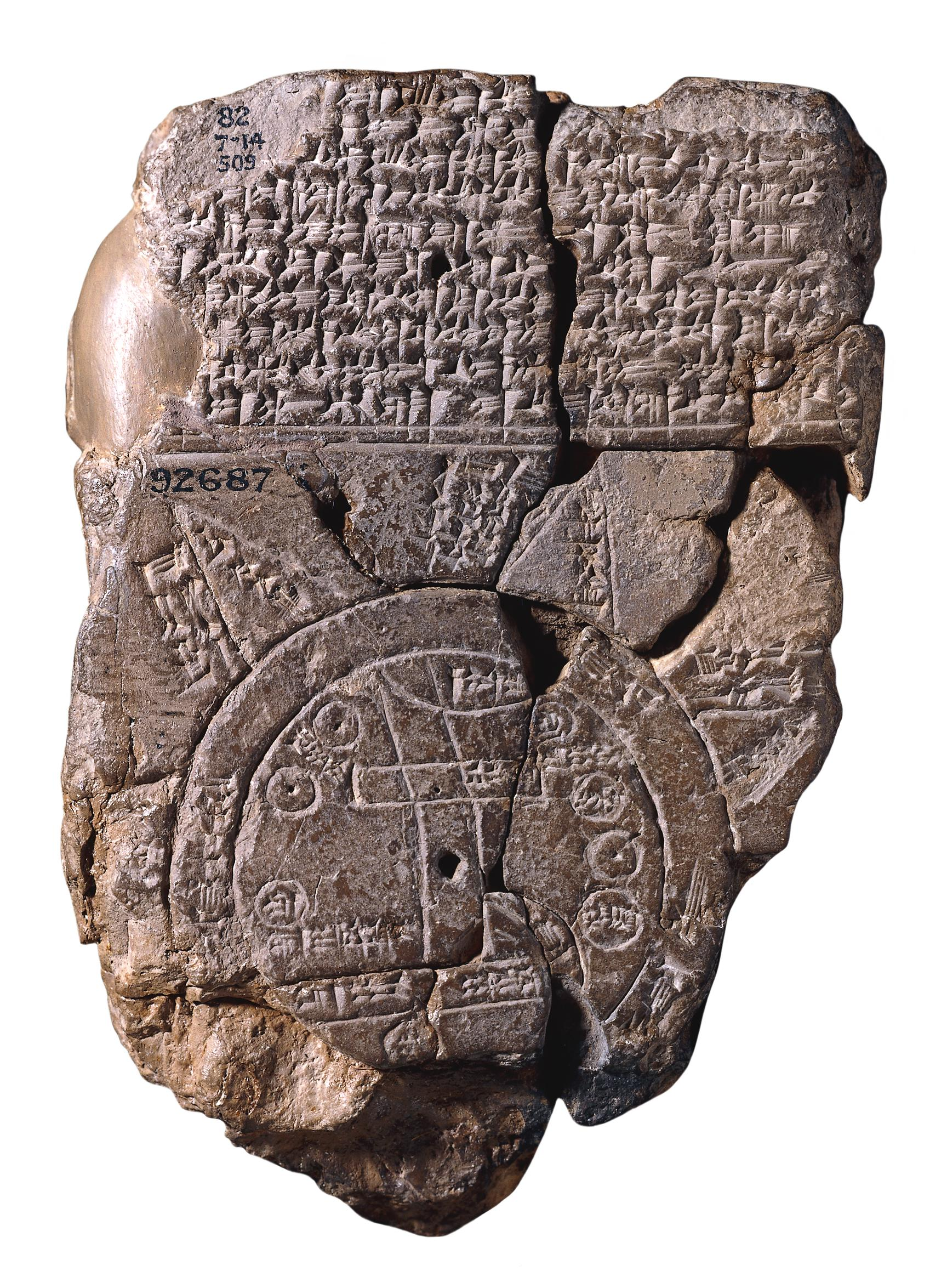
Carte montrant l'Assyrie, la Babylonie et l'Arménie.

L'écriture cunéiforme est considérée comme l'une des écritures les plus complexes de l'Antiquité. Eleanor Robson s'est attachée à montrer qu'elle n'était pas si difficile à apprendre, ce qui expliquerait la longévité de sa survivance durant plus de 3000 ans dans son berceau du sud de l'Irak.
Ses recherches l'ont menée à chercher qui était capable de lire, d'écrire et de calculer en cunéiforme au début du deuxième millénaire avant notre ère. Les historiens des précédentes décennies soutenaient l'hypothèse selon laquelle cette écriture était réservée aux hommes et à un contexte professionnel. Néanmoins, quelques certitudes persistent : il s'agit d'un phénomène en premier lieu urbain, l'instruction se faisait à domicile, et les communautés des marécages du sud de l'Irak sont restées essentiellement non-lettrées durant plusieurs centaines d'années depuis la fin du XVIIIe siècle av. J.-C. Toujours est-il que « de nouvelles fouilles à Tell Khaiber dans le sud de l'Irak ont produit des preuves sans précédent et archéologiquement contextualisées d'une utilisation non-professionnelle et rurale du cunéiforme dans ce soi-disant « âge sombre ». Ce qui encourage à ré-évaluer la sociologie de l'écriture à travers le monde cunéiforme. »
Elle s'est également intéressée à la pédagogie du cunéiforme durant les deux derniers siècles. Le déchiffrement moderne de cette écriture était un exercice pan-européen fameux au milieu du XIXe siècle. Le premier ouvrage de cunéiforme était le Assyrische Lesestücke de Friedrich Delitzsch en 1876, qui a connu cinq éditions jusqu'en 1912. Les mêmes méthodes d'apprentissage du cunéiforme, via l'étude systématique de la grammaire avant de lire des ensembles de textes standards, sont toujours répandues dans les universités de nos jours. Robson a cherché ce que cela pouvait apporter aux développements de la recherche en pédagogie effective, en présentiel ou à distance, et ce que les dernières découvertes historiques sur la manière antique d'apprendre cette écriture pouvaient apporter aux enseignants modernes dans les universités.

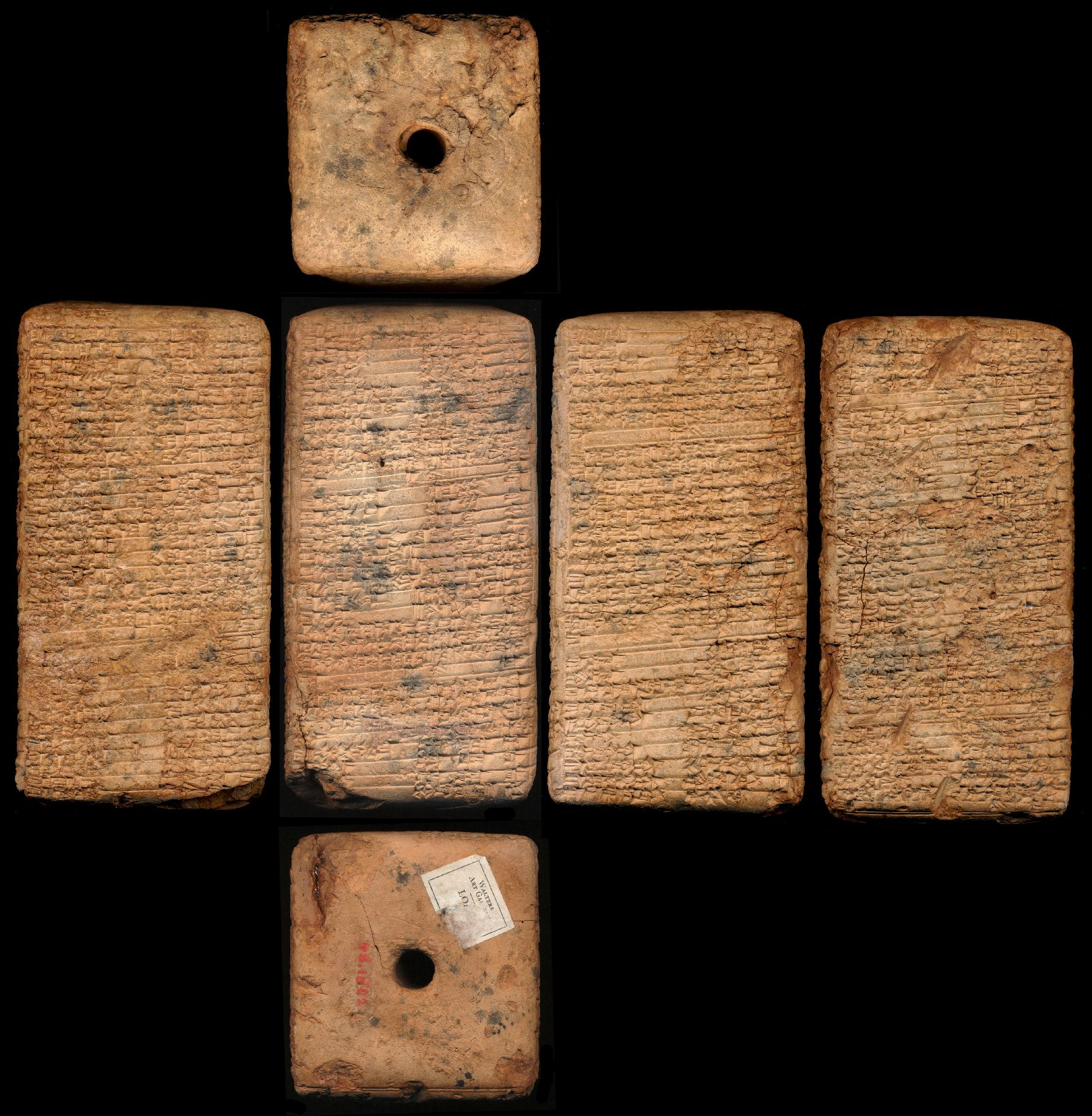
Tablette présentant l'hymne au temple de Kesh sur ses quatre faces.

Elle s'est intéressée à l'hymne au temple de Kesh (en), tablette d'argile sumérienne qui date de 2600 av. J.C et plus vieux texte religieux connu.

### Prises de position
Elle a également été largement citée pour ses critiques sur l'incapacité du gouvernement américain à empêcher le pillage au Musée national d'Irak pendant la guerre d'Irak en 2003,,,.
Robson a reçu un financement de l'organisation Arts and Humanities Research Council (en) (AHRC) pour le réseau Nahrein. Elle dirige avec les docteurs Anwar Anaid (Université du Kurdistan Hewler) et Paul Collins (Ashmolean Museum, université d'Oxford) ce réseau Nahrein, acronyme pour New Ancient History Research for Education in Iraq and its Neighbours. Son objectif est de développer significativement la capacité des universités du Moyen-Orient, ainsi que celle des musées, des archives et des sites culturels du patrimoine à promouvoir et soutenir la croissance culturelle et économique dans la région, avec l'aide de partenaires universitaires et non-universitaires. « Le problème fondamental est que pour nombre de décideurs, le “patrimoine” sert au mieux à attirer les chercheurs et les touristes étrangers (…). Notre but principal est d’aider les Irakiens à reprendre le contrôle de leur patrimoine. »

### Autres projets
Parmi les autres projets financés par l'AHRC, Robson travaille avec Steve Tinney (Université de Pennsylvanie) sur « The Geography of Knowledge in Assyria and Babylonia », avec Stephen Tinney et Niek Veldhuis (Université de Californie à Berkeley) depuis 2010 sur « The Open Richly Annotated Cuneiform Corpus », et avec Jonathan Taylor (British Museum) sur « Nimrud: Materialities of Assyrian Knowledge Production » de 2013 à 2015.

## Publications
- Old Babylonian coefficient lists and the wider context of mathematics in ancient Mesopotamia, 2100-1600 av. J.-C. (1995), Ph. D., Université d'Oxford.
- (en) Mesopotamian mathematics, 2100-1600 BC : technical constants in bureaucracy and education, Oxford, Clarendon Press, 1999, 334 p. (ISBN 0-19-815246-9, présentation en ligne).

- (en) Jöran Friberg, « Review of Mesopotamian Mathematics, 2100-1600 B C. Technical Constants in Bureaucracy and Education, (= Oxford Editions of Cuneiform Texts, vol. XIV) », Archiv für Orientforschung, vol. 46/47,‎ 1999, p. 309–317 (ISSN 0066-6440, JSTOR 41668476)

- (2003, édité avec Martin Campbell-Kelly, Mary Croarken et Raymond G. Flood) (en) The history of mathematical tables : from Sumer to spreadsheets, Oxford/New York, Oxford University Press, 2003, 361 p. (ISBN 0-19-850841-7, DOI 10.1093/acprof:oso/9780198508410.001.0001, présentation en ligne).

- (en) S. L. Zabell, « M. Campbell‐Kelly;, M. Croarken;, R. Flood;, E. Robson (Editors). The History of Mathematical Tables: From Sumer to Spreadsheets. viii + 361 pp., illus. Oxford: Oxford University Press, 2003. $89.50 (cloth). », Isis, vol. 96, no 2,‎ juin 2005, p. 258–258 (ISSN 0021-1753, DOI 10.1086/491481)

- (avec Jeremy Black, Graham Cunningham et Gábor Zólyomi) (en) The literature of ancient Sumer, Oxford University Press, 2004, 372 p. (ISBN 978-0-19-926311-0, présentation en ligne).

- Jean-Jacques Glassner, « Review of The Literature of Ancient Sumer », Archiv für Orientforschung, vol. 51,‎ 2005, p. 257–258 (ISSN 0066-6440, JSTOR 41670245)

- (en) Eleanor Robson, Luke Treadwell et Chris Gosden, Who owns objects? the ethics and politics of collecting cultural artefacts, Oxbow Books, 2006, 134 p. (ISBN 978-1-84217-233-9)

- (en) David W. J. Gill, « Reviewed Works, Who Owns Objects? The Ethics and politics of Collecting Cultural Artefacts », Journal of Field Archaeology, vol. 32, no 1,‎ 2007, p. 103–106 (ISSN 0093-4690, JSTOR 40026049)

- (en) Eleanor Robson, Mathematics in Ancient Iraq : A Social History, Princeton, Princeton University Press, 2008, 441 p. (ISBN 978-0-691-09182-2 et 0-691-09182-X, présentation en ligne, lire en ligne).

- (en) Christine Proust, « Eleanor Robson. Mathematics in Ancient Iraq: A Social History. xxx + 441 pp., illus., tables, apps., bibl., indexes. Princeton, N.J./Oxford: Princeton University Press, 2008. $49.50 (cloth). », Isis, vol. 101, no 1,‎ 2010, p. 201-202 (ISSN 0021-1753, DOI 10.1086/653861, lire en ligne).
- (en) Alexander Jones, « Review of Mathematics in Ancient Iraq: A Social History », The British Journal for the History of Science, vol. 43, no 2,‎ 2010, p. 286–288 (JSTOR 40731035).
- (en) Lis Brack-Bernsen, « Mathematics in Ancient Iraq: A Social History (review) », Journal of World History, vol. 21, no 1,‎ 1er avril 2010, p. 131–134 (ISSN 1527-8050, DOI 10.1353/jwh.0.0109, lire en ligne)

- (en) Eleanor Robson et Jacqueline Stedall, The Oxford handbook of the history of mathematics, New York, Oxford University Press, 2009, 918 p. (ISBN 978-0-19-921312-2, présentation en ligne).

- (en) Josipa G. Petrunić, « Review of The Oxford Handbook of the History of Mathematics », The British Journal for the History of Science, vol. 43, no 2,‎ 2010, p. 289–291 (ISSN 0007-0874, JSTOR 40731037)

- (en) Eleanor Robson, « Words and pictures: new light on Plimpton 322 », Amer. Math. Month., vol. 109, no 2,‎ 2002, p. 105–120 (DOI 10.2307/2695324, lire en ligne), version abrégée de l'article Eleanor Robson, « Neither Sherlock Holmes nor Babylon: a reassessment of Plimpton 322 », Historia Mathematica, vol. 28, no 3,‎ août 2001, p. 167–206 (DOI 10.1006/hmat.2001.2317, MR 1849797).
- (en) David Fowler et Eleanor Robson, « Square Root Approximations in Old Babylonian Mathematics : YBC 7289 in Context », Historia Mathematica, vol. 25,‎ 1998, p. 366-378 (lire en ligne) Étude complète de la tablette, mise en contexte historique et explications probables des méthodes utilisées à l'époque pour obtenir la valeur approchée de √2 utilisée dans YBC 7289.
- (en) Eleanor Robson, « Mesopotamian Mathematics », dans Victor J. Katz & Annette Imhausen, The Mathematics of Egypt, Mesopotamia, China, India, and Islam: A Sourcebook, Princeton University Press, 2007 (lire en ligne).
- (en) Eleanor Robson, « Mathematics, metrology, and professional numeracy », dans Gwendolyn Leick (dir.), The Babylonian World, Londres et New York, Routledge, 2007, p. 418-431.
- (en) The Oxford Handbook of Cuneiform Culture, Oxford/New York, Oxford University Press, 2011, 805 p. (ISBN 978-0-19-955730-1, DOI 10.1093/oxfordhb/9780199557301.001.0001, présentation en ligne)

- (en) Benjamin R. Foster, « Recent Studies of the Role of Writing in Mesopotamian Civilization », Journal of the Economic and Social History of the Orient, vol. 56, no 3,‎ 2013, p. 494–502 (JSTOR 43303560)
- (en) Alice Hunt, « Radner, K. and Robson, E (eds.) 2011. The Oxford Handbook of Cuneiform Culture. », Papers from the Institute of Arhaeology, vol. 21,‎ 8 mai 2012, p. 117-120 (ISSN 2041-9015 et 0965-9315, DOI 10.5334/pia.385, lire en ligne)

- (en) Ancient Knowledge Networks : A Social Geography of Cuneiform Scholarship in First-Millennium Assyria and Babylonia, Londres, UCL Press, 2019, 338 p. (ISBN 978-1-78735-594-1, présentation en ligne)

## Distinctions et récompenses
En 2003, elle remporte le prix Lester R. Ford de la Mathematical Association of America.
En 2011, Robson est lauréate du prix Pfizer de l’History of Science Society pour sa monographie intitulée Mathematics in Ancient Iraq: A Social History.
Robson est conférencière invitée au Collège de France en juin 2017 avec deux conférences intitulées « Le cunéiforme, de la tablette d'argile au téléphone portable : une histoire des technologies de l'enseignement de l'Antiquité à nos jours » et « L'état actuel des sites d'Irak du nord (Ninive et Nimrud) ».